# ادوارد مزوینسکی
ادوارد موریس «اد» مزوینسکی (انگلیسی: Edward Mezvinsky) یک سیاست‌مدار، وکیل، و دیپلمات اهل ایالات متحده آمریکا است. او که دموکرات است برای دو دوره (۱۹۷۳–۷۷) حوزه انتخابیه اول آیووا را در مجلس نمایندگان ایالات متحده آمریکا نمایندگی می‌کرد. مزوینسکی در ایمز، آیووا بزرگ شد و در آنجا فوتبال دبیرستانی بازی کرد. او مدرک حقوق خود را از دانشگاه کالیفرنیا، کالج حقوق هیستینگز (۱۹۶۵) دریافت کرد. پس از انتخاب شدن به قوه مقننه آیووا (۱۹۶۸) در رقابت انتخاباتی برای انتخاب به کنگره شکست خورد. در سال ۱۹۷۲ در این انتخابات برنده شد. او چندین بار تلاش‌هایی ناموفق را برای انتخاب به مجلس سنای ایالات متحده آمریکا در دهه ۱۹۸۰ صورت داد. در سال ۲۰۰۱ او در ۳۱ فقره اتهام تقلب مجرمانه محکوم شد و پنج سال را در زندان فدرال گذراند. در سال ۲۰۱۰پسر او با چلسی کلینتون دختر هیلاری و بیل کلینتون ازدواج کرد.